# Арютинки
Арютинки — деревня в Велижском районе Смоленской области России. Входит в состав Велижского городского поселения. Население — 27 жителей (2007 год). 
Расположена в северо-западной части области в 4 км к северо-западу от Велижа, в 4 км севернее автодороги Р133 Смоленск — Невель. В 98 км южнее деревни расположена железнодорожная станция Рудня на линии Смоленск — Витебск. 

## История
В годы Великой Отечественной войны деревня была оккупирована гитлеровскими войсками в июле 1941 года, освобождена в сентябре 1943 года.